# Al Garhoud

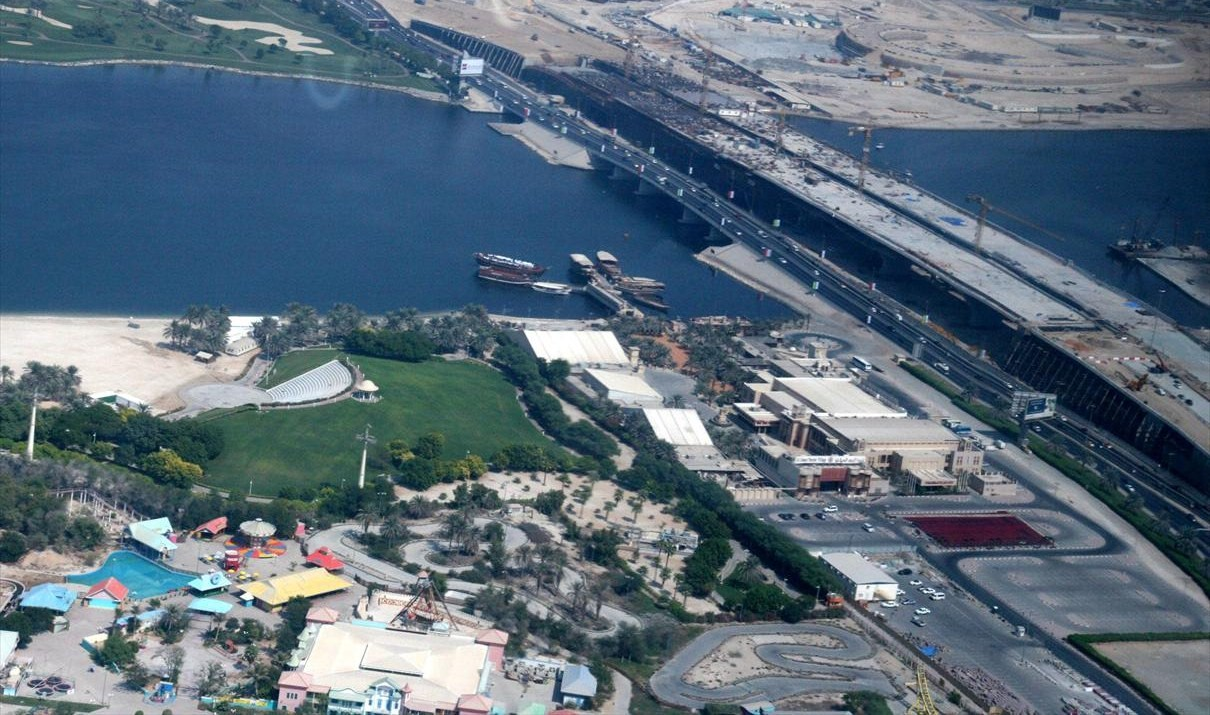
De Al Garhoudbrug over de Khor Dubai ligt tussen het centrum van Dubai en Al Garhoud, op de voorgrond op de foto

Al Garhoud (Arabisch: القرهود) is een residentiële en commerciële zone in Dubai, een van de Verenigde Arabische Emiraten, waar ook de Dubai International Airport is gevestigd. Ook het hoofdkwartier van Emirates is in Garhoud gevestigd.